# Equipamiento militar de Israel
El equipo militar de Israel incluye una amplia gama de armas, tanques, aviones, cañones, vehículos blindados. Muchos de ellos son comprados en el extranjero, y otros (principalmente armas de infantería), fabricados o ensamblados en territorio israelí. Hasta la guerra de los Seis Días en 1967, el principal proveedor de armamento de las Fuerzas de Defensa de Israel fue Francia, y desde entonces han sido el gobierno y las empresas contratistas  de defensa de los Estados Unidos. Gran parte del equipo se somete a mejoras en los talleres militares israelíes. Además de las armas compradas e importadas desde el extranjero, Israel también opera y mantiene grandes existencias de equipo soviético capturado a los ejércitos árabes a lo largo del conflicto árabe-israelí.

## Historia
Durante la guerra árabe-israelí de 1948, el equipo militar en las Fuerzas de Defensa de Israel era muy diversa y obtenido de muchas y distintas fuentes. Esto se debió a la grave limitación en la obtención de material de guerra (a raíz del embargo de armas en la que estaba sometido el mandato). Durante la década de 1950, el ejército israelí comenzó el proceso de normalización, basado principalmente en la adquisición de equipos militares franceses y excedentes de otros países.
Tras la guerra de los Seis Días, la cooperación militar con Francia dejó de existir (los franceses realizaron un embargo de armas en 1967) e Israel comenzaron a adquirir armamento estadounidense y recurrió a la investigación y el desarrollo local. Durante los años 1980 y 1990, el ejército israelí incrementó sus compras a América de armas, tanques, y las aeronaves, con el objetivo de la superioridad tecnológica sobre los países árabes, hacia "mientras más pequeño, el ejército es más inteligente."
La dependencia de fábrica de equipos militares a nivel local también ha aumentado considerablemente. Hoy en día, la inmensa mayoría de equipos militares de Israel es bien fabricado en los Estados Unidos (y con frecuencia modificado en talleres por Israel), o es desarrollado y fabricado localmente, con un creciente énfasis en la tecnología avanzada, incluida la aeroespacial y la electrónica. Israel ha aprovechado la oferta de excedentes americanos tras la guerra del golfo y la de Irak comprando diverso equipo.

## Desarrollo militar local
Algunos de los equipos militares desarrollados en el país han sido:
| - Armas ligeras - ametralladora ligera Dror - ametralladora ligera IMI Negev - metralleta Uzi - pistola Uzi - pistola Desert Eagle - pistola Jericho 941 - pistola BUL M-5 - pistola BUL Storm - pistola SP-21 Barak - Fusil de asalto IMI Galil - Fusil de asalto IMI Tavor - Fusil de asalto IWI Tavor - Fusil de francotirador M89SR - Carabina semiautomática Hezi SM-1 - Cohetes y misiles antitanque - Lanzamisiles MATADOR - Lanzamisiles B-300 - Shoulder-Launched Multipurpose Assault Weapon - Lanzamisiles Shipon - FGM-172 SRAW - ATGM MAPATS - ATGM Spike - ATGM LAHAT - ATGM Nimrod - Otros misiles - Misil aire-aire Shafrir - Misil aire-aire RAFAEL Derby - Misil aire-aire Python - Misil antibuque naval Gabriel - ADM-141 TALD - Misil aire-superficie Popeye AGM-142 - Misil de crucero / Misil antirradiación Delilah - Misil LORA - misiles balísticos de mediano alcance Jericho - Aviones - Avión de carga IAI Arava - Avión de vigilancia IAI Sea Scan - Avión de caza IAI Nesher - Avión de caza IAI Kfir - Avión de caza IAI Namer - Avión de caza IAI Lavi (cancelado) - Avión de reacción Avión de entrenamiento ATG Javelin - Embarcaciones - Buque patrullero clase Shaldag - Buque patrullero clase Dabur - Buque patrullero clase Dvora - Buque patrullero clase Super Dvora Mk II - Buque patrullero clase Super Dvora Mk III - Misilera Clase Sa'ar 3 - Misilera Clase Sa'ar 4 - Misilera Clase Sa'ar 5 - Submarino Clase Gal - Submarino Clase Dolphin - Vehículos espaciales - Lanzadera espacial Shavit - Satélite de observación terrestre EROS - Satélite espía Ofeq - Satélite espía TecSAR - Plataforma de armamento por control remoto - plataforma de armamento por control remoto CornerShot SWAT - plataforma de armamento por control remoto Rafael - plataforma de armamento por control remoto RCWS Samson - plataforma de armamento por control remoto Typhoon - Sistema de Defensa Antiaérea - Vehículo oruga antiaéreo Machbet - Misil superficie-aire naval Barak - Defensa antiaérea SPYDER - Misil antibalístico Arrow - Tactical High Energy Laser - Misil Iron Dome - Misil David's Sling - Radares - radar sistema de control de fuego EL/M-2032 - radar EL/M-2052 AESA - radar EL/M-2075 Phalcon AEW&C - target tracking radar EL/M-2080 Green Pine - radar EL/M-2083 AEW&C | - Tanques - tanque Isherman - tanque Sho't - tanque Magach - tanque Sabra - tanque Merkava - Vehículos de combate - M113 - Transporte blindado de personal Nimda Shoet - Transporte blindado de personal Nagmachon - Vehículo militar de ingeniería Nakpadon - Vehículo militar de ingeniería Puma - Transporte blindado de personal Achzarit - Vehículo de combate de infantería Namer - Vehículo blindado de recuperación Nemmera - AIL Abir - AIL Storm - Plasan Sand Cat - Vehículo Armado Wolf - Vehículo Armado Golan - Artillería - Mortero Davidka - Mortero Soltam M-66 - Obús Soltam M-68 - Obús Soltam M-71 - Mortero Soltam M-120 - Obús Autopropulsado L-33/39 Ro'em - Mortero Autopropulsado Makmat - Artillería de cohetes MAR-240/290 - Lanzacohetes múltiple LAR-160 - Lanzacohetes múltiple LAROM - Mortero Cardom - Obús Autopropulsado Rascal - Obús Autopropulsado ATMOS 2000 - Obús Autopropulsado Sholef - Vehículo aéreo no tripulado - UAV IMI\|Mastiff - UAV Casper 250 - UAV Silver Arrow Micro-V - UAV Silver Arrow Sniper - UAV IAI Scout - UAV IAI Searcher - UAV IAI Harpy - UAV IAI Harop - UAV IAI Bird-Eye - UAV IAI I-View - UAV IAI Ranger - UAV IAI Heron - UAV IAI Eitan - UAV IAI RQ-2 Pioneer - UAV IAI RQ-5 Hunter - UAV Elbit Skylark - UAV Elbit Hermes 90 - UAV Elbit Hermes 450 - UAV Elbit Hermes 900 - UAV Aeronautics Dominator - UAV Aeronautics Orbiter - UAV Urban Aeronautics X-Hawk - Sistema de Protección Activa - Sistema de Protección Activa Trophy - Sistema de Protección Activa Iron - Shock Absorber (sistema de defensa) - Contramedidas de infrarrojos Flight Guard |

## Equipo actual de las Fuerzas de Defensa de Israel

### Armas individuales
| Nombre        | Tipo                     | Munición                           | Calibre        | Origen         | Notas                                                                 |
| ------------- | ------------------------ | ---------------------------------- | -------------- | -------------- | --------------------------------------------------------------------- |
| Glock 17      | Pistola semiautomática   | 9 x 19 Parabellum                  | 9 mm           | Austria        |                                                                       |
| Glock 19      | Pistola semiautomática   | 9 x 19 Parabellum                  | 9 mm           | Austria        |                                                                       |
| Uzi           | Subfusil                 | 9 x 19 Parabellum                  | 9 mm           | Israel         |                                                                       |
| Micro-Tavor   | Subfusil                 | 9 x 19 Parabellum / 5,56 x 45 OTAN | 9 mm / 5,56 mm | Israel         | La variante de 9 mm del fusil de asalto Tavor, que reemplazará al Uzi |
| IMI Tavor     | Fusil de asalto          | 5,56 x 45 OTAN                     | 5,56 mm        | Israel         | se convertirá a futuro en el fusil de asalto estándar de la FDI       |
| Fusil M16     | Fusil de asalto          | 5,56 x 45 OTAN                     | 5,56 mm        | Estados Unidos |                                                                       |
| IMI Galil     | Fusil de asalto          | 5,56 x 45 OTAN                     | 5,56 mm        | Israel         |                                                                       |
| MAR           | Fusil de asalto          | 5,56 x 45 OTAN                     | 5,56 mm        | Israel         | versión compacta y liviana del IMI Galil                              |
| Carabina M4   | Fusil de asalto          | 5,56 x 45 OTAN                     | 5,56 mm        | Estados Unidos |                                                                       |
| CAR-15        | Fusil de asalto          | 5,56 x 45 OTAN                     | 5,56 mm        | Estados Unidos |                                                                       |
| IMI Negev     | Ametralladora ligera     | 5,56 x 45 OTAN                     | 5,56 mm        | Israel         |                                                                       |
| FN MAG        | Ametralladora media      | 7,62 x 51 OTAN                     | 7,62 mm        | Bélgica        |                                                                       |
| Browning M2   | Ametralladora pesada     | 12,7 x 99 OTAN                     | 12,7 mm        | Estados Unidos |                                                                       |
| Remington 870 | Escopeta                 | Cartucho del 12                    | 12 (18,53 mm)  | Estados Unidos |                                                                       |
| Mossberg 500  | Escopeta                 | Cartucho del 12                    | 12 (18,53 mm)  | Estados Unidos |                                                                       |
| M24 SWS       | Fusil de francotirador   | 7,62 x 51 OTAN                     | 7,62 mm        | Estados Unidos |                                                                       |
| SR-25         | Fusil de francotirador   | 7,62 x 51 OTAN                     | 7,62 mm        | Estados Unidos |                                                                       |
| HTR 2000      | Fusil de francotirador   | .338 Lapua Magnum                  | 8,6 mm         | Estados Unidos |                                                                       |
| Galatz        | Fusil de francotirador   | 7,62 x 51 OTAN                     | 7,62 mm        | Israel         | Fusil de francotirador variante del IMI Galil                         |
| Barrett M82   | Fusil de francotirador   | 12,7 x 99 OTAN                     | 12,7 mm        | Estados Unidos |                                                                       |
| M89SR         | Fusil de francotirador   | 7,62 x 51 OTAN                     | 7,62 mm        | Israel         |                                                                       |
| M26A2         | Granada de fragmentación | Granada de mano                    | 57 mm          | Israel         | Basada en la granada M26                                              |

### Lanzacohetes y lanzagranadas
| Nombre        | Tipo                     | Calibre | Origen           |
| ------------- | ------------------------ | ------- | ---------------- |
| RPG-7         | Lanzacohetes             | 85 mm   | Unión Soviética  |
| B-300         | Lanzacohetes             | 82 mm   | Israel           |
| Shipon        | Lanzacohetes             | 83 mm   | Israel           |
| M72 LAW       | Lanzacohetes             | 66 mm   | Estados Unidos   |
| MATADOR       | Lanzacohetes             | 90 mm   | Israel/ Singapur |
| M203          | Lanzagranadas            | 40 mm   | Estados Unidos   |
| Mk 19         | Lanzagranadas automático | 40 mm   | Estados Unidos   |
| Mk 47 Striker | Lanzagranadas            | 40 mm   | Estados Unidos   |

### Misiles
| Nombre     | Tipo                              | Origen         |
| ---------- | --------------------------------- | -------------- |
| Spike      | Misil antitanque                  | Israel         |
| BGM-71 TOW | Misil antitanque                  | Estados Unidos |
| LAHAT      | Misil antitanque                  | Israel         |
| MAPATS     | Misil antitanque                  | Israel         |
| Nimrod     | Misil antitanque de largo alcance | Israel         |

### Vehículos blindados
| Nombre               | Tipo                                | Números en servicio | Origen                 | Notas                                                                                             |
| -------------------- | ----------------------------------- | ------------------- | ---------------------- | ------------------------------------------------------------------------------------------------- |
| Merkava Mk IV        | Tanque                              | 500                 | Israel                 |                                                                                                   |
| Merkava Mk III       | Tanque                              | 800                 | Israel                 |                                                                                                   |
| IDF Achzarit         | Transporte blindado de personal     | 315                 | Israel                 | basado en el tanque T-54                                                                          |
| Nagmachon            | Transporte blindado de personal     | 400                 | Israel                 | Basado en el tanque Centurión                                                                     |
| Nakpadon             | Transporte blindado de personal     | N/A                 | Israel                 | Basado en el tanque Centurión                                                                     |
| Namera               | Vehículo de combate de infantería   | 45                  | Israel                 | 250 ordenados                                                                                     |
| Nemmer               | Vehículo de combate de infantería   | 20                  | Israel                 | no han sido ordenadas más unidades, en retiro.                                                    |
| Namer                | Vehículo de combate de infantería   | 5                   | Israel                 | no han sido ordenadas más unidades, en retiro.                                                    |
| Wolf                 | Vehículo blindado de combate        | 190                 | Israel                 |                                                                                                   |
| Puma                 | Transporte blindado de personal     | N/A                 | Israel                 | Basado en el tanque Centurión                                                                     |
| CAT D9               | Bulldozer blindado                  | 175                 | Israel/ Estados Unidos | Bulldozer fabricado por Caterpillar, convertido y armado en Israel. Existe en 3 modelos: L, N y R |
| AIL Storm            | Vehículo utilitario                 | N/A                 | Israel                 |                                                                                                   |
| HMMWV                | Vehículo utilitario                 | N/A                 | Estados Unidos         |                                                                                                   |
| MDT David            | Vehículo utilitario                 | 200                 | Israel                 | basado en el Land Rover Defender                                                                  |
| Plasan Sand Cat      | Vehículo utilitario                 | N/A                 | Israel                 |                                                                                                   |
| AIL Abir             | Camión 4x4                          | N/A                 | Israel                 |                                                                                                   |
| AIL M325 Command Car | Vehículo camando                    | N/A                 | Israel                 |                                                                                                   |
| M35                  | Camión militar 8x12                 | N/A                 | Estados Unidos         |                                                                                                   |
| Unimog 437           | Camión multipropósito               | N/A                 | Alemania               |                                                                                                   |
| HEMTT                | Camión 8x8                          | N/A                 | Estados Unidos         |                                                                                                   |
| M548 Alfa            | Transportista de Carga y Municiones | N/A                 | Estados Unidos         | Basedo en el M113                                                                                 |
| M60 AVLB             | vehículo acorazado lanzapuentes     | N/A                 | Estados Unidos         |                                                                                                   |
| Nemmera              | Recuperación de Vehículose          | N/A                 | Israel                 | Basado en el Merkava                                                                              |
| M88                  | Recuperación de Vehículos           | N/A                 | Estados Unidos         |                                                                                                   |
| Nagmapop             | De mando y vigilancia de vehículos  | N/A                 | Israel                 | Basado en el tanque Centurión                                                                     |
| AIL Desert Raider    | Buggy                               | N/A                 | Israel                 |                                                                                                   |
| VIPeR                | vehículo de seguridad no tripulados | N/A                 | Israel                 |                                                                                                   |
| Guardium             | vehículo de seguridad no tripulados | N/A                 | Israel                 |                                                                                                   |
| Black Thunder        | bulldozer blindado                  | N/A                 | Israel                 | basado en el Caterpillar D9                                                                       |

### Artillería
| Nombre    | Tipo                        | Número en Servicio | Origen         | Notas |
| --------- | --------------------------- | ------------------ | -------------- | ----- |
| M109      | 155mm Obús autopropulsado   | 600                | Estados Unidos |       |
| MLRS      | lanzacohetes múltiple       | 58                 | Estados Unidos |       |
| LAR-160   | lanzacohetes múltiple 160mm | N/A                | Israel         |       |
| Cardom SP | Mortero 120mm               | 60                 | Israel         |       |

### Defensa Aérea
| Nombre           | Tipo                  | Número en servicio | Origen         | Notas |
| ---------------- | --------------------- | ------------------ | -------------- | ----- |
| MIM-104 Patriot  | misil superficie-aire |                    | Estados Unidos |       |
| Cúpula de Hierro |                       | 10                 | Israel         |       |
| Honda de David   | misil antibalístico   | N/A                | Israel         |       |
| Arrow (misil)    | misil antibalístico   | N/A                | Israel         |       |

## Aviones del Componente Aéreo de las Fuerzas de Defensa de Israel en 2010

### Aviones de combate
- F-15A/B/C/D
- / F-15I Ra'am
- F-16C/D
- / F-16I
- / F-35I

### Aviones de misiones especiales
- / G550 Eitam: AEW&C
- / G550 Shavit: Guerra electrónica
- / B-200 Kookiya: Guerra electrónica

### Aviones auxiliares
- C-130 Hercules
- Beechcraft Bonanza
- Beechcraft Super King Air
- Boeing 707

### Aviones de entrenamiento
- Grob G-120
- Beechcraft T-6 Texan II
- Alenia Aermacchi M-346 Master
- Bell 206

### Helicópteros de Ataque
- AH-64D Apache Longbow
- AH-64 Apache

### Helicópteros utilitarios
- UH-60 Black Hawk
- Bell 206
- Sikorsky CH-53 Sea Stallion
- Eurocopter Panther

### Vehículos Aéreos no Tripulados
- IAI Heron
- IAI Eitan
- IAI Harpy
- IAI Harop
- Elbit Hermes 450
- Elbit Skylark

## Armamento de la Fuerza Aérea
- PB500A1
- M-85 Bomba de racimo
- CBU-58 Bomba de racimo
- Mk-20 Rockeye Bomba de racimo
- Mark 84
- MPR-500
- GBU-39
- Shafrir
- Python Misil aire aire
- / AGM-142 Have Nap Misil aire-superficie
- AGM-65 Maverick Misil aire-superficie
- AGM-45 Shrike Misil aire-superficie Misil antirradiación
- AGM-78 Standard ARM Air-to-surface Misil antirradiación
- AGM-114 Hellfire Misil aire-superficie Misil antitanque
- AGM-62 Walleye
- AIM-120 AMRAAM Misil aire aire
- AGM-65 Maverick
- AIM-9 Sidewinder Misil aire aire
- MIM-72 Chaparral SMisil aire-superficie
- Delilah Misil de crucero
- Jericho I Misil balístico
- Jericho II Misil balístico
- Jericho III Misil balístico intercontinental

## Sistema de armamento remoto
- Typhoon Weapon System
- Rafael Overhead Weapon Station
- RCWS Samson

## Embarcaciones de servicio activo en 2010
A continuación se presentan las embarcaciones de servicio activo. El año de servicio, velocidad, desplazamiento a plena carga, y miembros de la tripulación, se encuentran en paréntesis.

### Barco lanzamisiles
- Barco lanzamisiles Clase Sa'ar 4.5  (1980, 31 kn; 488 toneladas, 53 miembros de la tripulación)

### Corbetas
- / Corbeta Clase Sa'ar 5 (1990, 33 kn; 1.227 toneladas, 64 miembros de la tripulación)
- / Corbeta Clase Sa'ar 6 (2016, 26 kn; 2.000 toneladas, 65 miembros de la tripulación)

### Barcos patrulleros
- Dabur (1970, 19 kn, 39 toneladas, 9 miembros de la tripulación)
- Shaldag (1989;?, 50 kn, 15 miembros de la tripulación)
- Super Dvora Mk II (1996, 46 kn; 54 toneladas, 10 miembros de la tripulación)
- Super Dvora Mk III (2004, 47 kn; 54 toneladas, 10 miembros de la tripulación))
- Snunit (1970, 40 kn; 5 miembros de la tripulación))
- Zaharon (28 kn; 10 toneladas, 10 miembros de la tripulación))

### Vehículo naval no tripulado
- Protector USV

### Submarinos
- Dolphin  (1992, 11 kn, 20 kn bajo el agua, 1.640 toneladas, 1.900 toneladas bajo el agua, 30 miembros de la tripulación)
- Dolphin AIP (2014, 11 kn, 25 kn bajo el agua, 2.400 toneladas bajo el agua, 35 miembros de la tripulación)

## Sistemas espaciales
- Ofeq Satélite espía
- TecSAR Satélite espía
- Shavit Lanzadera espacial